# Ozurgeti (gmina)
Gmina Ozurgeti (gruz. ოზურგეთის მუნიციპალიტეტი) – jednostka administracyjna regionu gurijskiego w Gruzji. Siedzibą gminy jest miasto Ozurgeti. 

## Położenie
Gmina położona jest w zachodniej części Gurii. 

## Ludność
Na podstawie danych statystycznych z 2024 roku gminę Ozurgeti zamieszkuje 56 300 osób. 